# アイレン
アイレン（スペイン語: Airén）は、ヨーロッパブドウ（学名 : Vitis vinifera）種の白ブドウ品種。原産地はスペインであり、もっぱらスペインで栽培されている。スペインで栽培されるブドウの約30%を占めており、世界的にみても栽培面積の大きな品種である。ライレン（スペイン語: Lairén）などの別名でも知られている。

## 歴史

アイレンが支配的だったカスティーリャ＝ラ・マンチャ州

### 近代以前
15世紀には「ライレン」として知られており、シスネロス卿の庇護の下で農学専門書を記したガブリエル・アロンソ・デ・エレーラは、16世紀初頭に"Agricultura General"（農業概説）でライレンとして言及している。エレーラはこの品種をダティレーニャと呼ぶことを好んだ。エレーラはアイレンのワインを飲んだことがないと前置きした上で、「とても強いわけでもコクがあるわけでもないが、レーズンを作るのにはよく、均整がとれており収量も多い」としている。アイレンが初めて文献で言及されるのは1615年である。

### 近代
「スペインのブドウ栽培学の父」と呼ばれる植物学者のロハス・クレメンテは、1807年にライレンに2種類があると記している。第1型はラ・マンチャ地方で栽培される今日のワイン醸造用のアイレンであり、第2型はエレーラによってダティレーニャとして記された生食/レーズン用のアイレンである。クレメンテはアイレンがマントゥオ・ラエレンまたはラエレン・デ・レイとも呼ばれているとし、第1型がサンルーカル・デ・バラメーダ、ヘレス・デ・ラ・フロンテーラ、トレブヘーナ、アルヘシーラス、アルコス・デ・ラ・フロンテーラ、エスペーラ、タリーファ、パハレテ（以上カディス地方）、モゲール（ウエルバ地方）で栽培されているとした。また、バルデペーニャスやマンサナーレス（いずれもシウダ・レアル地方）でも栽培されているとし、高品質の蒸留酒を生産するための優れたワインであるとした。クレメンテは第2型がダティレーニャと同義であるとしており、第2型がレーズン生産に使用され、アイレンのブドウ果汁はペドロ・ヒメネス種の果汁とブレンドされているとした。
クレメンテの文献ではコルドバ県には言及されていなかったが、1885年にアベラはマントゥオ・ラエレンがコルドバ県でも栽培されているとし、カセレス県、シウダ・レアル県、マラガ県、セビリア県、トレド県ではライレンと呼ばれているとした。
1914年にガルシア・デ・ロス・サルモネスは、マドリード県マドリード、トレド県ビリャカニャス、クエンカ県タランコン、シウダ・レアル県カンポ・デ・クリプターナ、バダホス県フレヘナル・デ・ラ・シエラ、グラナダ県モンテフリオ、ハエン県バエサ、マラガ県コイン、アルメリーア県フィニャーナ、セビリア県カサーリャ・デ・ラ・シエラ、カディス県エスペーラ、コルドバ県コルドバで「ライレン」種が栽培されているとし、またアルバセーテ県アルバセーテで「アイレン」種が栽培されているとした。
ヘレスは酒精強化ワインのシェリーの産地であるが、1931年以降にはヘレス産ブランデーが流行し、シェリー同様のパロミノ種に加えて収量の多いアイレンが用いられるようになった。
1954年、マルシーリャはアイレンをラ・マンチャ地方の典型的なツル植物であるとし、この地域の支配的な品種であるとした。マルシーリャは、「（アイレンからは）優れたテーブルワインを生産することができる。独特な味わいを持つ良好な白ワインとなる。アルコール度数は12-14度であり、良い年には15度まで上昇する」と書いた。マルシーリャはまた、コルドバ県モンティーリャやエストレマドゥーラ地方で栽培されている「ライレン」にも言及している。1965年、フェルナンデス・デ・ボバディーリャはマントゥオ・ラエレンについて「熟すのが遅く、輸送に強く、強い甘さは持たず、ワインの品質はあまり良くない。生食によい」とした。
アイレンはフランコ体制下のスペインにおけるフランス政府の政策でも知られている。フランス政府はラ・マンチャ地方の貧困を解消するためにスペイン市民に契約を持ちかけ、ラ・マンチャ地方の農家が生産したブランデーを買い上げた。

### 現代
イダルゴ・イ・ロドリゲス・カンデラは1976年の著書"Inventario Vitícola Nacional"（全国ブドウ栽培目録）で、「アイレン」がシウダ・レアル県、クエンカ県、マドリード県、マラガ県、トレド県で、「ライレン」がコルドバ県、ハエン県、セビリア県で、「バルデペニェーラ」または「アイレン」がアルバセーテ県で栽培されていると書いた。
マスター・オブ・ワイン(MW)の称号を持つイギリス人ワイン評論家のジャンシス・ロビンソンは、1996年の著書"Guía de Uvas para Vinificación"（ワイン醸造のためのブドウ案内）で、アイレンは世界全体の423,100ヘクタールで栽培されており、世界でもっとも栽培面積の大きな品種であるとしている。アイレンに続くのは、317,500ヘクタールのガルナッチャ種、244,330ヘクタールのマスエロ種、203,400ヘクタールのユニ・ブラン種、162,200ヘクタールのメルロー種、146,200ヘクタールのカベルネ・ソーヴィニヨン種であるとしている。さらにロビンソンは、アイレンはスペイン全体のブドウ畑の約30%を占め、スペインでもっともありふれた種であるとしている。バルデペーニャスやラ・マンチャの圧倒的な優先種がアイレンであり、スペイン南部ではライレンと呼ばれていることも付け加えている。
ワイン・ガイド「ギア・ペニン」で世界的に知られるホセ・ペニンは、1997年の著書"Cepas del Mundo"（地球の幹）でアイレンの起源をラ・マンチャ地方であるとしており、スペインで栽培されているブドウの2/3はラ・マンチャが起源であるとしている。特にシウダ・レアル県とトレド県では圧倒的に支配的な品種であるとし、アルバセーテ県とクエンカ県ではやや劣るとしている。さらに南のモンティーリャ＝モリレスでも見ることができるとしている。ペニンはアイレンを「過去には生産性が低いという問題があった。ほとんどはブレンド用に他地域に送られた。一般的にアイレンのワインは黄みがかった光沢を持つ淡い色合いであり、果実が成熟しても酸度に欠けているが、バナナ、パイナップル、グレープフルーツに似た香りを持つ。アイレンのワインは『エレガント』ではないが、とても風味があり、好ましく、飲みやすい」としている。ペニンはアイレンの農学的特性にも触れており、「発芽は遅く、成熟時期は様々。アルコール度数は13-14度。ラ・マンチャ地方の極端な乾燥気候、石灰質土壌、最大700mの標高に完全に適応する。干ばつや疫病に非常に耐性があり、19世紀末のフィロキセラ後に大規模に植えられたことがそれを示している」とした。
これらの文献からは、ワイン用となるアイレンと、生食用または干しブドウ用となるアイレンの2種類の存在を読み取ることができる。

## ブドウ栽培

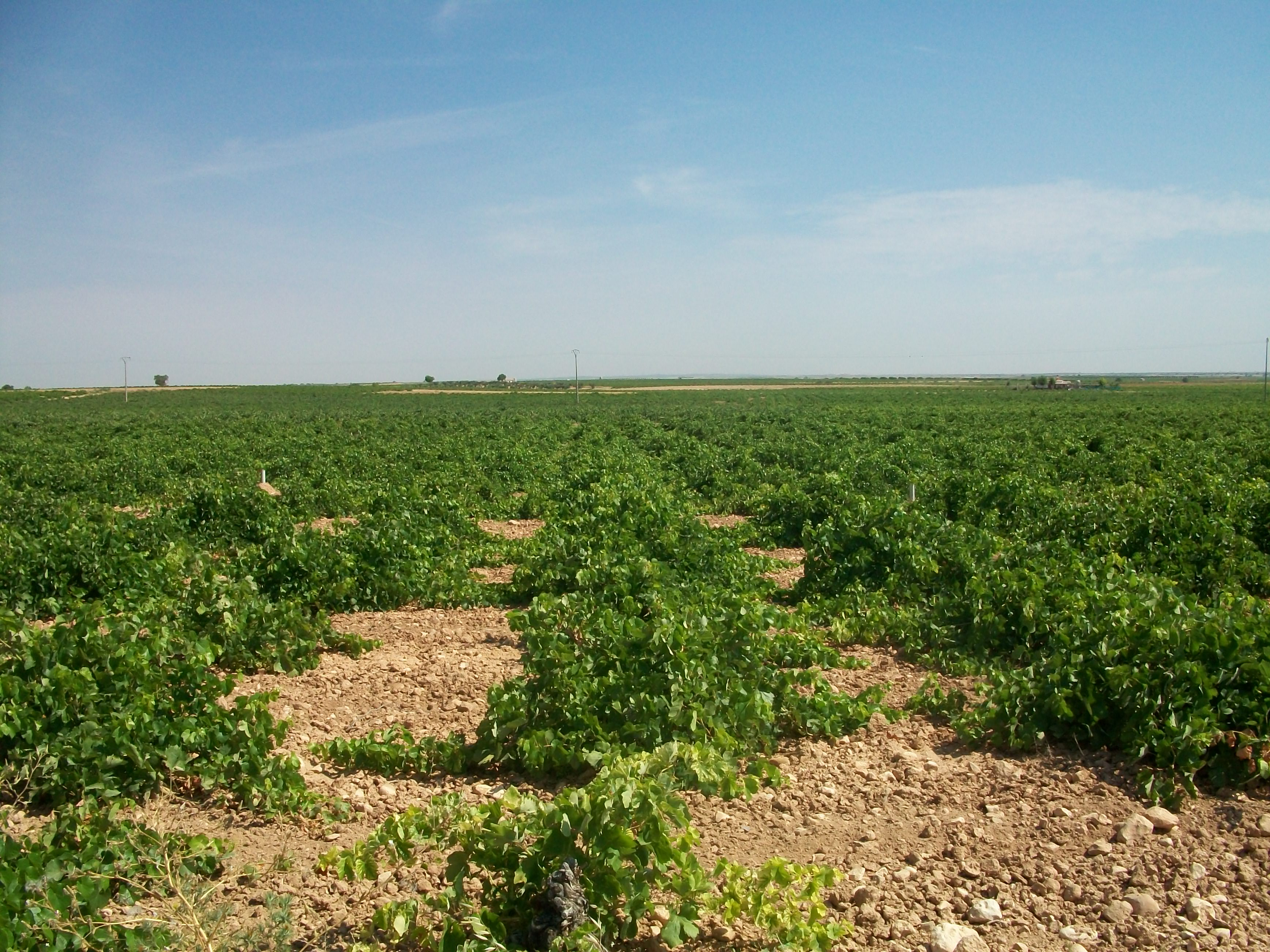
ペドロ・ムーニョスのブドウ畑

アイレンはスペイン中央部全体で見ることができ、バルデペーニャス (DO)やラ・マンチャ (DO)の優先種である。特にカスティーリャ＝ラ・マンチャ州シウダ・レアル県とトレド県に多く、次いでアルバセーテ県とクエンカ県でも栽培されている。マドリード近郊や南部郊外のモンティーリャ＝モリレスなどにもアイレンのブドウ畑が見られる。
アイレンはアリカンテ (DO)、ブリャス (DO)、フミーリャ (DO)、ラ・マンチャ (DO)、バルデペーニャス (DO)、ビノス・デ・マドリード (DO)の6つのDO認定地域で認定品種となっている。また、モンティーリャ＝モリレス (DO)では「ライレン」が認定されている。もっとも一般的なアイレンの用途はブランデーの生産である。ビノス・デ・マドリード (DO)の最重要品種はアイレンである。
アイレンはスペイン中央部の極端な気温にも耐えることができ、長い日照り続きでもうまく育つことができる。カベルネ・ソーヴィニヨン種やメルロー種に比べて低密度で植えられる傾向がある。一般的に1ヘクタールあたり約1,500本の密度で植えられ、そのブドウ畑は広大な面積となるが、収量が多いことで知られる。
2004年時点では306,000ヘクタールでアイレンが栽培されており、ブドウ品種として世界第1位の栽培面積を有していた。2010年時点では252,000ヘクタールで栽培されており、栽培面積順位は世界第3位に後退した。スペインではブドウの総栽培面積の1/3を占め、もっとも栽培面積の大きな品種であるが、スペイン産ワインの潮流が赤ワインに移っていることから、多くの畑ではテンプラニーリョ種などの黒ブドウ品種への植え替えが進んでいる。

## ワイン醸造
伝統的には白ワインに醸造されていたが、ブランデー用品種としても一般的であり、ヘレス産ブランデーの原料となる。アイレンで生産されたワインはアルコール度数が高く、酸度が強いとされる。味わいは没個性的であるとされる。

## 別名
アイレンはいくつもの別名を持つ。地域によっては、アイデン、ブランコン、フォルカリャーダ、フォルカリャット、フォルカリャット・ブランカ、フォルカリャット・ブランコ、フォルカジャット、フォルカリャット・ビアンカ、フォルセリャット・ブランカ、ラエレン・デル・レイ、ライレン、マンチェガ、マントゥオ・ラエレン、バルデペーニャス、バルデペニェーラ・ブランカ、バルデペニェーロなどの名称で呼ばれる。
- アイデン（カスティーリャ・イ・レオン州アルバセーテ県）
- ライレン（アンダルシア州コルドバ県）
- マンチェガ（カスティーリャ・イ・レオン州アルバセーテ県）
- バルデペニェーラまたはバルデペーニャス（カスティーリャ・イ・レオン州シウダ・レアル県）
- フォルカジャット（カタルーニャ州）

## 文献

### 関連文献
- Robinson, Jancis (2006). The Oxford Companion to Wine (3 ed.). Oxford University Press. ISBN 0-19-860990-6